# یوسی واتانن
یوسی واتانن (فنلاندی: Jussi Vatanen؛ زادهٔ ۳۰ ژانویهٔ ۱۹۷۸) بازیگر اهل فنلاند است.
از فیلم‌هایی که وی در آن نقش داشته‌است، می‌توان به بمب کثیف و قلب یک شیر اشاره کرد.